# Alpensia Resort
Alpensia Resort (kor. 알펜시아 리조트) – południowokoreański ośrodek narciarski położony w powiecie Pjongczang, w środkowej części prowincji Gangwon. Leży w pobliżu miejscowości Daegwallyeong-myeon, w górach Taebaek, 2-3 godziny jazdy samochodem na wschód od Seulu. W ośrodku znajdują się: stadion biathlonowy Alpensia Biathlon Centre, kompleks skoczni narciarskich Alpensia Jumping Park, trasy biegowe Alpensia Nordic Centre oraz tory saneczkarsko-bobsjelowe Alpensia Sliding Centre.
W 2018 roku rozgrywane tu były Zimowe Igrzyska Olimpijskie 2018 w Pjongczangu.

## Galeria

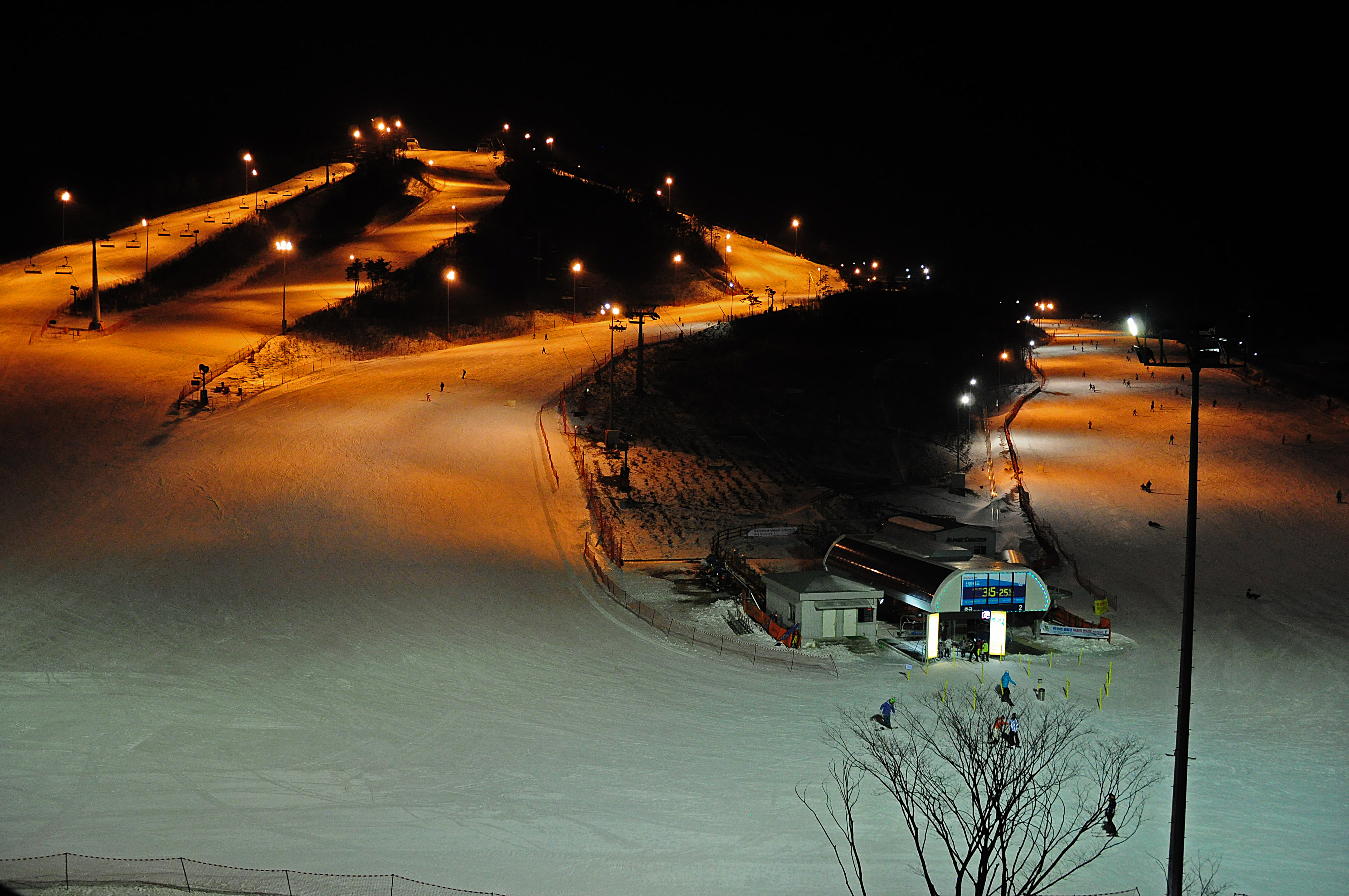
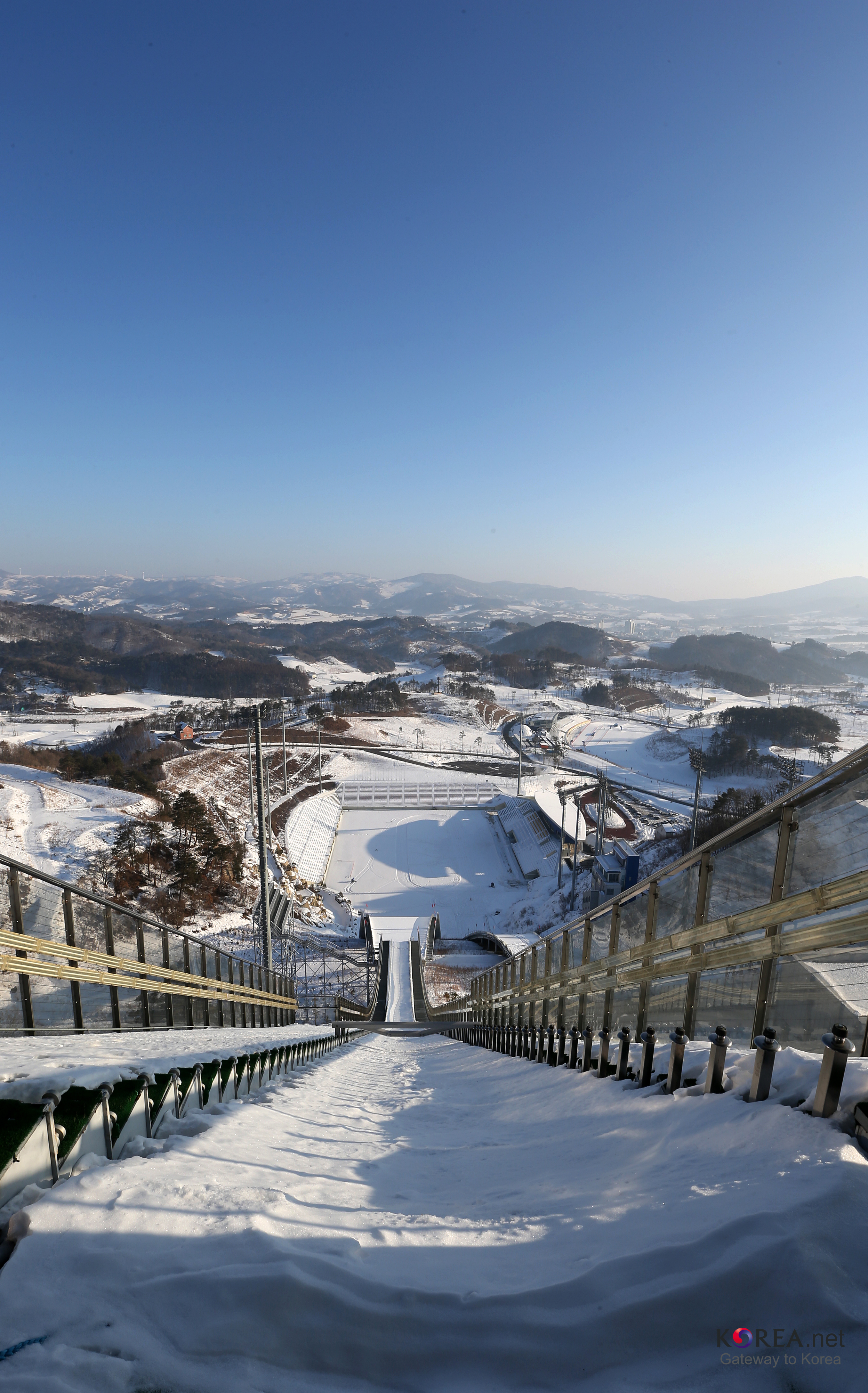
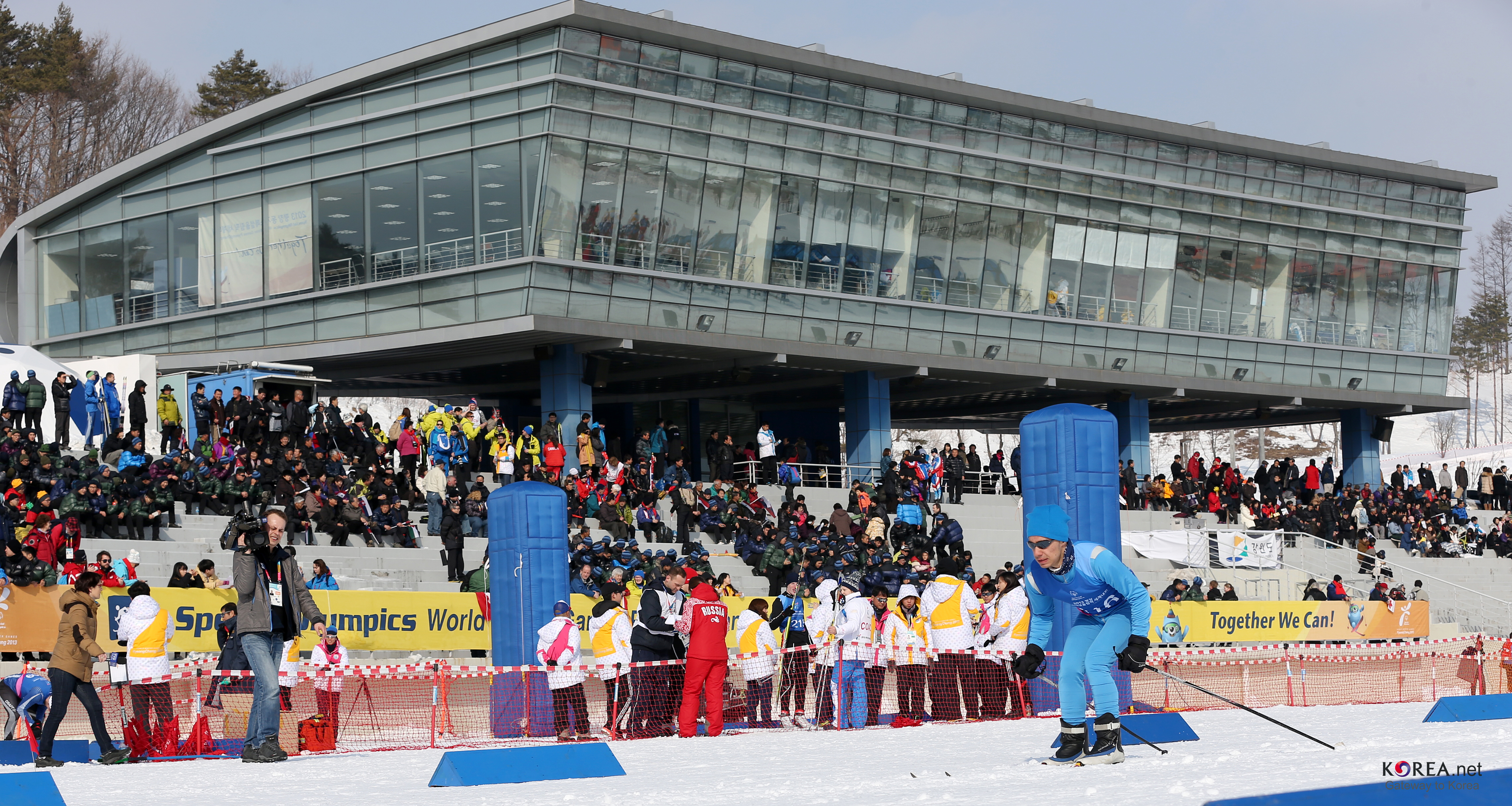